# 烏龍茶

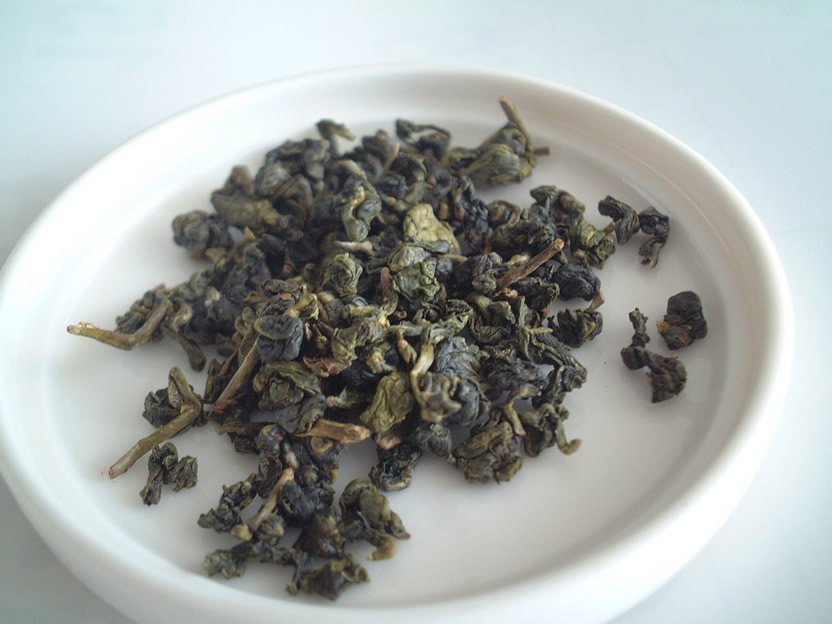
烏龍茶の茶葉

烏龍茶（ウーロンちゃ）は、中国茶の一種で、一般的には半発酵茶（軽度の発酵を行ったお茶）として説明される事が多い。ただし茶業における「発酵」は酵素による酸化を指し、生化学的な意味での「発酵」ではない。
烏龍茶と関連する語として青茶（せいちゃ）があるが、両者の関係は文献によって異なる。
- 茶類の分類を定義したISO  20715:2023では烏龍茶と青茶は同義としている[5]。
- 文献[6]では、青茶のうち発酵度30程度のものを包種茶、70程度のものを烏龍茶とするとしている。
- 文献[7]では、日本においては、青茶の総称として本来ならば別の茶である鉄観音、水仙なども「烏龍茶」「ウーロン茶」と呼ぶのが慣例となっているとしている。

## 定義
茶類の分類を定めたISO  20715:2023では烏龍茶（oolong tea）と青茶（blue tea）を同義とした上で、烏龍茶を製法の観点から以下のように定義している：
tea (3.2) derived solely and exclusively, and produced by acceptable processes, notably withering, tumbling and aeration (partial aeration/oxidization), enzyme inactivation, rolling/shaping and drying, from the moderately matured new shoots of varieties of the species Camellia sinensis (L.) O. Kuntze, known to be suitable for making tea for consumption as a beverage

（試訳）Camellia sinensis (L.) O. Kuntze—飲料として消費される茶を作るのに適していることが知られている—の変種の中程度に成熟した新しい苗条から、容認できる工程、とりわけ萎凋、做青と曝気（部分的な曝気／酸化）、酵素の不活性化、揉捻/成形および乾燥を行う事によって唯一かつ排他的に得られ、製造された茶（茶の定義は3.2章を参照）。—3.15 oolong tea blue tea, 3 Terms and definitions, ISO 20715:2023 Tea — Classification of tea types

## 特徴
特徴は品種の多さであり、その数は800種とも言われている。日本でも少量ながら生産されている。日本では定番の茶となったが、中国では主に福建省でしか消費されないマイナーな茶である。
中国茶は、1978年に中国安徽省の安徽農業大学の陳椽教授によって緑茶、白茶、黄茶、黒茶、青茶、紅茶の6種（六大茶類）に区分された。これにジャスミン茶など花茶を加えた7種が現在最も一般的な分類方法として知られている（区分について、詳細は中国茶の項目を参照）。
中国語でいう「青」は「黒っぽい藍色」を指す。青茶に対して、緑茶は茶葉を摘んだ直後に加熱するため発酵の過程が無い。一方紅茶や黒茶は完全に発酵させて乾燥させたものである。
一説によれば烏龍茶という名前は中国広東省で製茶されたお茶の形状や色が烏のように黒く、龍のように曲がりくねっていることから、名付けられたという。

## 産地
広東省東部の潮州市潮安県で製茶されている「石古坪」や鳳凰山周辺で生産される「鳳凰単欉」が、現在の烏龍茶の祖であると推測されている。
実際の生産量では福建省がトップで、台湾がこれに続く。福建省北部にある武夷山市の武夷岩茶が烏龍茶の代表的銘茶として知られているが、日本においては、福建省中部の泉州市安渓県で作られる「鉄観音」が、香港においては「水仙」の知名度が高い。台湾産では南投県鹿谷郷の凍頂烏龍茶、台湾中央山脈の梨山、阿里山、杉林渓など標高1000m以上の茶園で生産される高山茶、首都台北市郊外で生産される文山包種が質の高い烏龍茶の銘柄として有名。
現在の烏龍茶は福建省と広東省、台湾などの、いわゆる華南文化圏が主な産地であるが、近年は台湾の製茶技師などの指導によってベトナムやタイの山岳地帯、また独自のタイプの青茶がインドのダージリン地方などでも少量が商業的に生産されている。

## 代表的な銘柄

### 凍頂烏龍茶

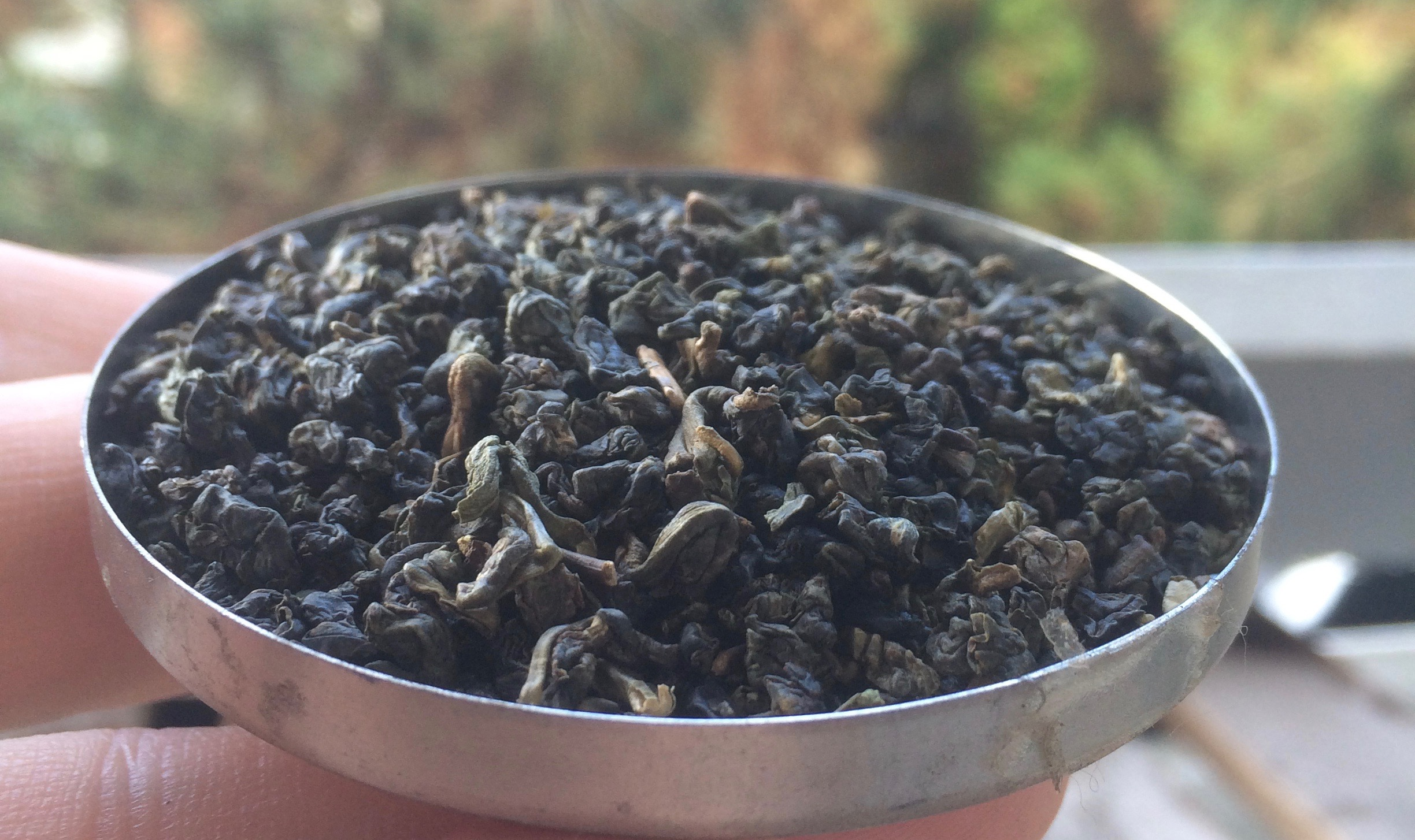
凍頂の茶葉

凍頂烏龍茶は台湾・南投県鹿谷郷東部の山腹で栽培される烏龍茶の名称。現在では台湾の広範囲において栽培されており、台湾を代表する烏龍茶として認知されている。味は緑茶に近いが、殺青（茶葉の加熱処理）の方法が日本茶とは異なるため、独特の爽やかな香りがする。

### 東方美人茶
東方美人茶は、台湾中西部の新竹県峨眉郷などで採れる。ウンカが葉を食うことで、独特の香りと味わいが生まれる。しばらくしてヨーロッパに輸出されたが、実際に人気が出始めるのは19世紀末から20世紀に入ってからである。英国で名付けられた「オリエンタル・ビューティ（Oriental beauty）」（現在、ビクトリア女王が名付けたという説が巷に広がっているが、年代的におかしい）の訳語として、東洋では響きの美しい「東方美人」が定着した。清代・日本統治時代の頃から台湾の重要な輸出産品であったが、近年では台湾国内でも消費量が増えている。

### 武夷岩茶

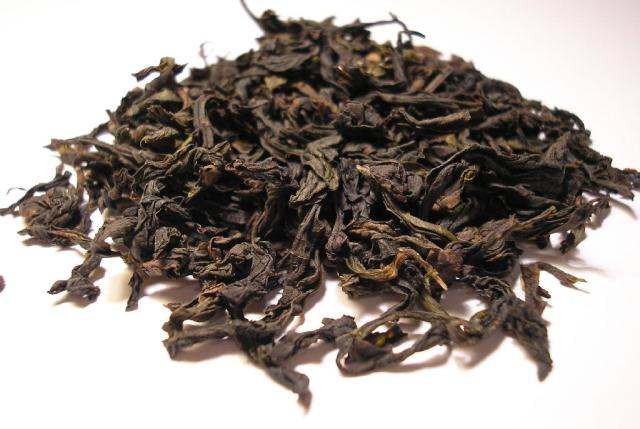
大紅袍の茶葉

福建省武夷山市の武夷岩茶は烏龍茶の代表的銘茶として、また英国人によるインド産紅茶の原型となったお茶としても名高く、その中でも大紅袍は、国が管理する茶樹で国賓待遇の客に提供される。白鶏冠、水金亀、半天腰、鉄羅漢などが四大岩茶として知られている。

### 鉄観音
鉄観音は福建省南部の安渓県が産地。台湾や広東省でも作られている。生産量は烏龍茶全体の5%ほどの割合を占める。名の由来には諸説ある。日本でも有名な烏龍茶である。

### 水仙
水仙は福建省と広東省で生産される。香港では有名な烏龍茶で多くの中国料理のレストランで出されているが、烏龍茶という日本における総称では分かってもらえず、「水仙」（広東語：ソユシン）と言って注文しないと烏龍茶が飲めない場合がある。

### 鳳凰單欉
鳳凰單欉は、広東省潮州市の銘茶で、広東省の烏龍茶を代表する銘柄。鳳凰山周辺で生産され、現在の烏龍茶の祖といわれる。

### 大紅袍
大紅袍は標高500〜600メートルにあり、最高級品として「岩茶の王」と呼ばれる。年に一度採れる茶の量はわずか400グラムと希少価値が高く、市場に出回ることはない。大紅袍の採れる茶樹は根際から枝が束のように生えるのが特徴であり、新芽の高さは2メートルを超えることは無く、幹の太はさは10センチメートルほどである。

## 飲み方
淹れる湯の温度は80度以上の高温が適し、二煎目以降を飲む。
最初に茶壺（急須）へ茶葉を入れ、熱湯を注ぐが、一度目に湯を入れる目的は、(1)茶器を温め、(2)茶葉を開かせ、(3)茶葉のほこりなどを洗い落とすためである。このため、一煎目は時間を置かず、さっと茶海か湯呑に湯を移し、暖めたら捨てる。一煎目は短時間しか茶葉に触れないため、決して美味ではなく、飲まない。
二煎目は茶葉の性質に応じて30秒から1分程度の時間をかけて成分を抽出してから、最後まで茶海か湯呑に移しきる。二煎目では聞香杯を使い、香りを楽しんでもよい。茶葉にもよるが四、五煎目まで美味しく楽しめる。煎じる回数が増えるごとに蒸らす時間を約10秒ずつ長くするとよい。
もっともこれらは正式な場での一例にすぎず、家庭で飲まれるものは各人の好み、各家庭、地域によって方法が異なる。

## 効果
ウーロン茶重合ポリフェノール（Oolong Tea Polymerized Polyphenols；OTPP）という烏龍茶特有のポリフェノールが含まれており、これは脂肪の吸収を抑え、脂肪分解を促進する働きがあるため、ダイエットによいとされる。近年ではその効果が注目され、健康食品としても飲用される。サントリーは2006年に特定保健用食品として黒烏龍茶を発売した。カフェインが含まれるため興奮作用や利尿作用がある。他にも消化を助けるほか、体を温める作用があり、冷え性対策にも有効とされる。
また飲用以外に、烏龍茶が油を分解する効果を利用し自動車のガラスの油膜取りに使うことができる。

## 清涼飲料水
日本においては、1895年に下関条約で台湾が清から日本に割譲され、事業等で現地を訪れた人々に烏龍茶の存在が知られるようになった。大正時代には銀座に烏龍茶の喫茶販売店ができて輸入も行われ、通の人たちに利用されるようになった。
しかし、日本における本格的な普及は1970年代に痩身や美容に効果があると伝聞されたことに始まる。当時爆発的な人気があったアイドルデュオ「ピンク・レディー」が、美容のために愛飲していることが1978年～1979年頃に話題となったことから脚光を浴びた。年間輸入量が2トンから280トンに急増し、第1次ブームとなる。この時期の烏龍茶は湯で淹れた飲み方が主流であり、茶葉を用いる屋内使用であった。その後、粗悪品が出回りブームは下火になる。
1979年に伊藤園が中国土産畜産進出口総公司と輸入代理店契約を締結。1981年2月に伊藤園が世界初の缶入りウーロン茶として商品化。同年12月、サントリーが缶入り烏龍茶を発売した。油分の多い料理に適し、飲み口もさっぱりして後を引かないというキャッチフレーズと併せて、冷やしても美味しく手軽に飲むことができるとする日本独自のスタイルが誕生し屋外市場の展開が始まる。1983年にポッカコーポレーションが缶入りの宇治の露製茶とほうじ茶を、1985年に伊藤園が缶入りの緑茶を発売したこともあり、烏龍茶は清涼飲料水としての市民権を得た。
酒税法の改正に影響を与えたチューハイブームのピークである1985年には、焼酎を烏龍茶で割ったウーロン割り（ウーロンハイ）が現れた。更に1991年には、ピーチリキュールをウーロン茶で割ったレゲエパンチが生まれ、需要が更に伸びる。この時期が烏龍茶の第2次ブームとなった。
缶入り烏龍茶のトップブランドのサントリーは、飲食料品の製造販売会社の永谷園と共同開発した夏季限定商品として冷やした烏龍茶を用いた茶漬けを2005年5月から8月にかけて発売した。永谷園は2002年から販売している冷やし茶漬けのイメージの定着を、サントリーは消費のさらなる拡大を図る。
2005年現在における烏龍茶を含む茶系飲料水の消費量は、社団法人 全国清涼飲料工業会（全清飲）のソフトドリンクの品目別生産量の推移によると炭酸飲料・コーヒー飲料が横ばいに推移し、果汁飲料が下降線を示している中で茶系飲料は徐々に上昇しており、全清飲の『平成十年清涼飲料総合調査』では好きな清涼飲料水の1位になっている。
本場中国では、烏龍茶は福建省、広東省という限られた地域で、かつ熱い茶を自分でいれて飲むことしか考えられなかった。1990年代後半にサントリーが上海でペットボトル入りの烏龍茶発売を検討した際、上海では加糖タイプの台湾系烏龍茶が販売活動されており、サントリーもそれに倣って加糖、無糖2種のペットボトル入り烏龍茶を発売した。
その後台湾大手の統一食品もウーロン茶のペットボトル市場に参入、現在は地元中国のメーカーも類似の清涼飲料水を発売している。当初中国での主流は加糖されたものであり、無糖のものを探すのには骨が折れる状態であった。2011年時点では無糖の烏龍茶も普及し、コンビニエンスストア、スーパーマーケットなどで手軽に無糖のものを入手できる。